# Гусаров, Сергей Николаевич
Серге́й Никола́евич Гуса́ров (укр. Сергій Миколайович Гусаров; род. 24 марта 1953 года, г. Лозовая, Харьковской области, УССР, СССР) — первый заместитель министра внутренних дел Украины (2003—2005), ректор Академии МВД Украины (2008—2010), ректор Харьковского национального университета внутренних дел (2012—2015), народный депутат Украины V и VI созывов, член-корреспондент Национальной академии правовых наук Украины (2010), председатель Координационного бюро по проблемам деятельности судебных и правоохранительных органов отделения уголовно-правовых наук Национальной академии правовых наук Украины, академик Инженерной академии Украины, заслуженный юрист Украины, доктор юридических наук, профессор, генерал-полковник милиции.

## Биография
Родился в г. Лозовая Харьковской области в семье Николая Ивановича и Евдокии Степановны Гусаровых.
В 1972 году окончил Харьковский автотранспортный техникум; после непродолжительной работы (с августа по октябрь 1972) мастером Харьковского АТП-27062 служил в Советской армии (ноябрь 1972 — ноябрь 1974). После 2-летней (1974—1976) работы инженером войсковой части 97873 в декабре 1976 года поступил на службу в органы внутренних дел — старшим инспектором дорожного надзора Лозовского моторизованного взвода отдельного дивизиона дорожного надзора милиции УВД Харьковского облисполкома. С марта 1979 по март 1993 года служил в отделе внутренних дел Барвенковского райисполкома УВД Харьковского облисполкома: старшим госавтоинспектором, начальником отделения ГАИ (ноябрь 1982 — июнь 1984), заместителем начальника отдела, начальником отдела (с октября 1986). В это же время окончил Харьковский автодорожный институт по специальности «Автомобильный транспорт» (в 1980 году) и Харьковский юридический институт по специальности «Правоведение» (в 1985 году).
В 1993—1997 годах возглавлял управление Государственной автомобильной инспекции Харьковской области, в 1997—1999 был заместителем начальника УМВД Украины в Харьковской области, затем руководил Управлением МВД Украины на Южной железной дороге (1999—2000), работал первым заместителем начальника Управления ГАИ МВД Украины (2000—2001). В 1999 году присвоено звание генерал-майора милиции, в 2001 — генерал-лейтенанта милиции. В 2001—2003 годы — начальник Управления МВД в Харьковской области; в 2003 г. признан лучшим начальником УМВД среди областей Украины. В 2003—2005 годы — первый заместитель министра внутренних дел Украины — начальник главного штаба. В 2004 году присвоено звание генерал-полковника милиции. В феврале 2005 года вышел в отставку.
В 2006 году был избран депутатом Верховной рады Украины V созыва, работал председателем подкомитета законодательного обеспечения и парламентского контроля за деятельностью правоохранительных органов.
В 2008—2010 годы — ректор Академии управления МВД Украины.
В 2010—2012 годы — депутат Верховной рады Украины VI созыва, был первым заместителем председателя Комитета по вопросам правовой политики.
С 2012—2015 годы — ректор Харьковского национального университета внутренних дел.
С 2015 года — профессор кафедры административного права и процесса Харьковского национального университета внутренних дел, член специализированного ученого совета, основатель научной школы по вопросам административной деятельности Национальной полиции.

### Семья
Жена — Лилия Петровна (р. 1961); дети:
- Людмила (р. 1977) — частный предприниматель
- Александр (р. 1980) — маргинал, частный предприниматель, глава деревни Печенеги в Харьковской области, самый низкий глава административной единицы в Харьковской области[1]

## Общественно-политическая деятельность
В 1994—2006 годы — депутат Харьковского областного совета; участвовал в разработке и реализации программ развития социальной сферы Харьковской области. Инициировал создание в Харькове социального центра «Злагода» с целью социальной защиты ветеранов органов внутренних дел и семей сотрудников милиции, погибших при исполнении служебных обязанностей в борьбе с преступностью.
Организовал строительство учебного полигона для усовершенствования профессиональной подготовки работников органов внутренних дел, жилых домов для семей правоохранителей, а также инициировал строительство первого на Украине Мемориального комплекса с часовней и установку памятника погибшим сотрудникам милиции Харьковщины, установку мемориальных досок генералам Л. И. Волощуку, И. И. Покусу, полковникам А. А. Бондарю и Л. Д. Чернецкому.
С 1997 года — президент Харьковской областной шахматной федерации.

## Научная деятельность
В 2002 году защитил кандидатскую, в 2009 — докторскую диссертацию.
С 2010 года — член-корреспондент Национальной академии правовых наук Украины по отделению уголовно-правовых наук, председатель Координационного бюро по проблемам деятельности судебных и правоохранительных органов отделения уголовно-правовых наук Национальной академии правовых наук Украины.
Член специализированного учёного совета Института законодательства Верховной Рады Украины по защите кандидатских диссертаций по юридическим специальностям, председатель специализированного учёного совета Харьковского национального университета внутренних дел по защите докторских диссертаций (2012—2015). Главный редактор Вестника Харьковского национального университета внутренних дел (2012—2015).
Основные направления исследований — вопросы уголовного, административного права, противодействия преступности и укрепления правопорядка, управления государственными органами. Автор и соавтор более 20 законопроектов, около 100 научных трудов, в том числе монографий и учебных пособий.

### Избранные труды
Источник — каталоги НБУ
- Бабенко В. Г., Герасименко П. О., Гусаров С. М., Дагаєв Ю. О., Дунаєв С. М. Я — водій : навчально-метод. посібник. — Харків : Харків, 1996. — 168 с.
  - Коломиец С. Г., Гусаров С. Н., Душник В. Ф., Березко Н. М., Колчинский Ю. И. Я — водитель : учеб.-метод. пособие. — 10-е изд., расшир. — Харьков : НПП «Светофор», 2007. — 184 с.
- Бандурка О. М., Гусаров С. М., Пономаренко Г. О. та ін. Адміністративна діяльність органів внутрішніх справ. загальна частина : підруч. для студ. вищ. навч. закл. — Харків : Вид-во Харк. нац. ун-ту внутр. справ, 2009. — 255 с.
- Гусаров С. М. Адміністративно-правові засади управлінської діяльності Державної автомобільної інспекції України щодо забезпечення безпеки дорожнього руху : дис. … канд. юрид. наук. — Харьків, 2002. — 185 с.
- Гусаров С. М. Адміністративно-юрисдикційна діяльність органів внутрішніх справ : автореф. дис. … д-ра юрид. наук. — Київ, 2009. — 40 с.
- Гусаров С. М. Законотворчість і законодавчий процес в Україні. — Харків : Золота миля, 2014. — 412 с. — 300 экз.
- Гусаров С. М. Організаційно-правові засади адміністративно-юрисдикційної діяльності органів внутрішніх справ України. — Харьків : Золота миля, 2009. — 407 с. — 300 экз.
- Гусаров С. М., Берест О. В., Заросило В. О., Браткова О. І., Собакарь А. О. Проведення профілактичних заходів щодо попередження дитячого дорожньо-транспортного травматизму : навч.-метод. посібник. — Донецьк : Каштан, 2009. — 168 c.
- Гусаров С. Н., Колчинский Ю. И. Культурный водитель? Фантастика! — Харьков : Светофор, 2008. — 147 c. (рус.) (укр.)
- Довідник працівника міліції : у 2 кн. / упоряд. С. М. Гусаров [та ін.]; відп. ред. М. В. Білоконь. — Київ : Видавнича компанія «Воля», 2003 . — ISBN 966-8329-05-8.
  - Кн. 1 : Законодавчі та інші нормативно-правові акти з питань діяльності органів внутрішніх справ. — 581 с.
  - Кн. 2, ч. 1 : Нормативно-правові акти з питань діяльності органів внутрішніх справ. — 2004. — 959 с. — 2500 экз.
  - Кн. 2, ч. 2 : Нормативно-правові акти з питань діяльності органів внутрішніх справ. — Київ : [б.в.], 2004. — 943 с.
- Коломиец С. Г., Гусаров С. Н., Душник В. Ф., Березко Н. М., Колчинский Ю. И. Знаете ли Вы правила дорожного движения? Тематические билеты : учеб.-метод. пособие. — 10-е изд., расшир. — Харьков : НПП «Светофор», 2006. — 200 с.
- Коломиец С. Г., Гусаров С. Н., Душник В. Ф., Березко Н. М., Колчинский Ю. И. Правила и Безопасность Дорожного Движения — Экзаменационные билеты : учеб. метод. пособие. — Офиц. изд. — Харьков : НПП «Светофор», 2005. — 184 с. (рус.) (укр.)
  - Гусаров С. М., Коломієць С. Г., Левченко С. М., Берізко М. М., Колчинський Ю. Й. Правила та Безпека Дорожнього Руху — Екзаменаційні білети : навч. метод. посіб. — Офіц. 12-те вид. — Харків : Світлофор, 2009. — 192 с.
- Міленін О. Л., Гусаров С. М., Коломієць С. Г., Душник В. Ф., Зайченко В. М. Чи знаєте Bи Правила дорожнього руху? : тематичні білети виконані за 9-тим виданням екзаменаційних білетів ДАІ, перероб. згідно з Правилами дорожнього руху України—2002: Навч.-метод. посіб. — Харків : НВП «Світлофор», 2003. — 121 с.
  - Коломієць С. Г., Гусаров С. М., Душник В. Ф., Берізко М. М., Колчинський Ю. Й. Чи знаєте Ви правила дорожнього руху? Тематичні білети : навч.-метод. посіб. — 10.вид., розширене. — Харків : НВП «Світлофор», 2007. — 200 с.
- Подоляка А. М., Міленін О. Л., Гусаров С. М., Коломієць С. Г., Берізко М. М. Екзаменаційні білети ДАІ-2001. — 9. вид. — Київ : НВП «Світлофор», 2001. — 50 с.

## Награды
- заслуженный юрист Украины (2001)
- премия «За развитие науки, техники и образования» II степени
- премия МВД Украины «Рыцарь победы»
- орден «За заслуги» III степени (2003)
- Почётная грамота Кабинета Министров Украины (2003), Верховной Рады Украины (2008)
- Почётный гражданин Харькова (2010)[3]
- орден «За заслуги» II степени (2011)[4]
- награды МВД Украины («За воинскую доблесть», «Крест славы», «Закон и честь»).
- медаль «За добросовестную службу» I степени
- медаль «Выдающийся юрист Украины»,
- медаль «За антисепаратистскую деятельность».
- орден «За заслуги» I степени (2021)[5]

## Увлечения
В молодости — вольная борьба, сейчас — шахматы и теннис.